# Lauter (Murr)
Die Lauter ist ein rechter Nebenfluss der Murr im nordöstlichen Baden-Württemberg. Sie ist über 15 km lang und läuft bis zu ihrem Mündungstrichter zum Murrtal süd- bis südostwärts durch das dünn besiedelte Waldgebiet der Löwensteiner Berge. Sie entspringt im Landkreis Heilbronn und mündet im Rems-Murr-Kreis unterhalb von Sulzbach an der Murr.

## Name
Der Eigenname Lauter für Wasserläufe ist recht häufig und benennt klare Gewässer. Zur Unterscheidung von zahlreichen anderen Flüssen desselben Namens bezeichnet man die hier behandelte Lauter gelegentlich auch, nach dem größten Talort, als Spiegelberger Lauter. Im Namen etlicher Orte an ihrem Lauf ist der ihre enthalten: Altlautern, Neulautern, Lautertal, Eisenlautern, Lautern. Den Oberlauf bis zum Zufluss der deutlich kürzeren Winterlauter nannte man früher auch Sommerlauter.

## Geographie

### Verlauf

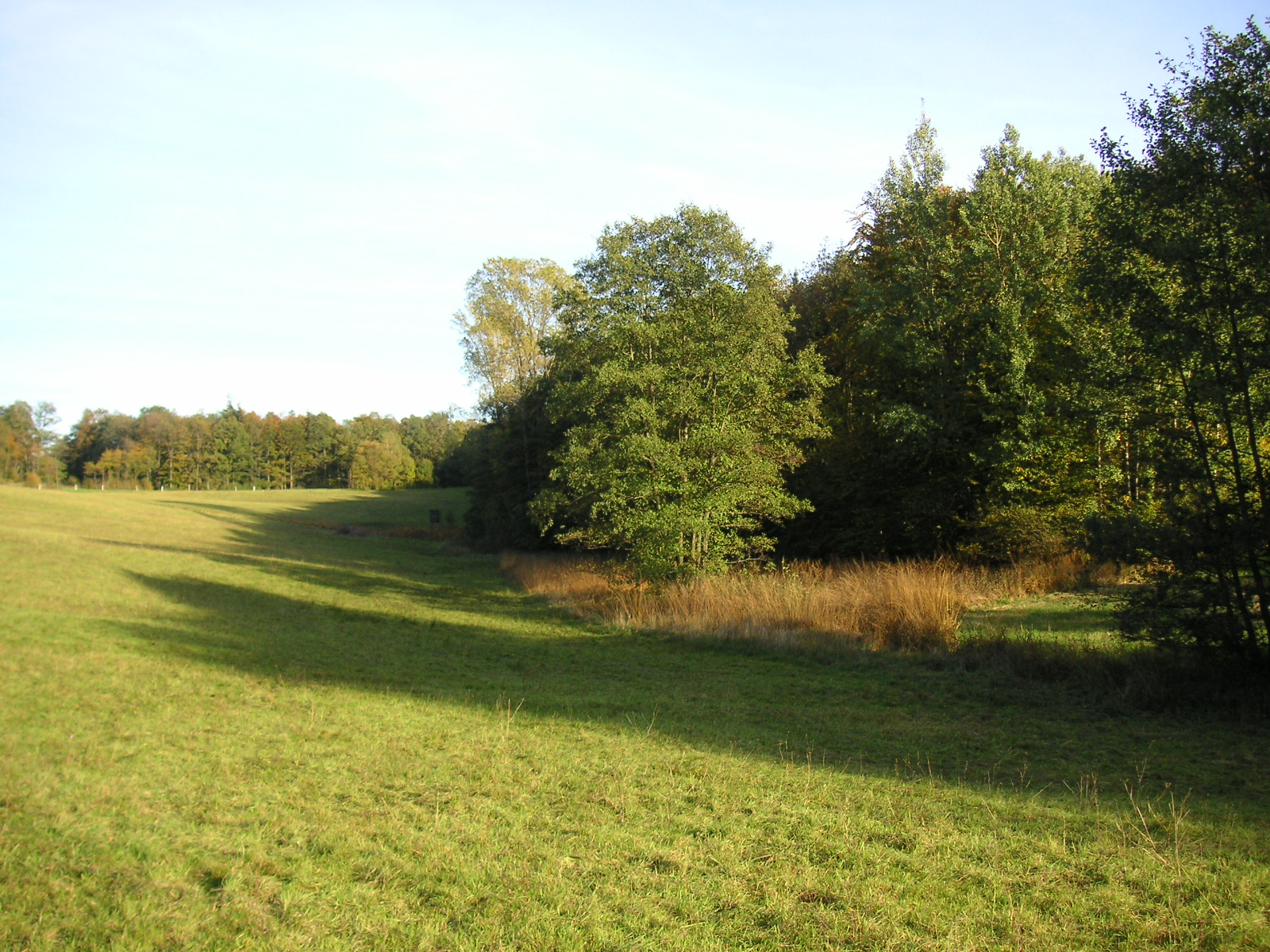
Quellgebiet bei Hirrweiler (Naturschutzgebiet Enzwiese)

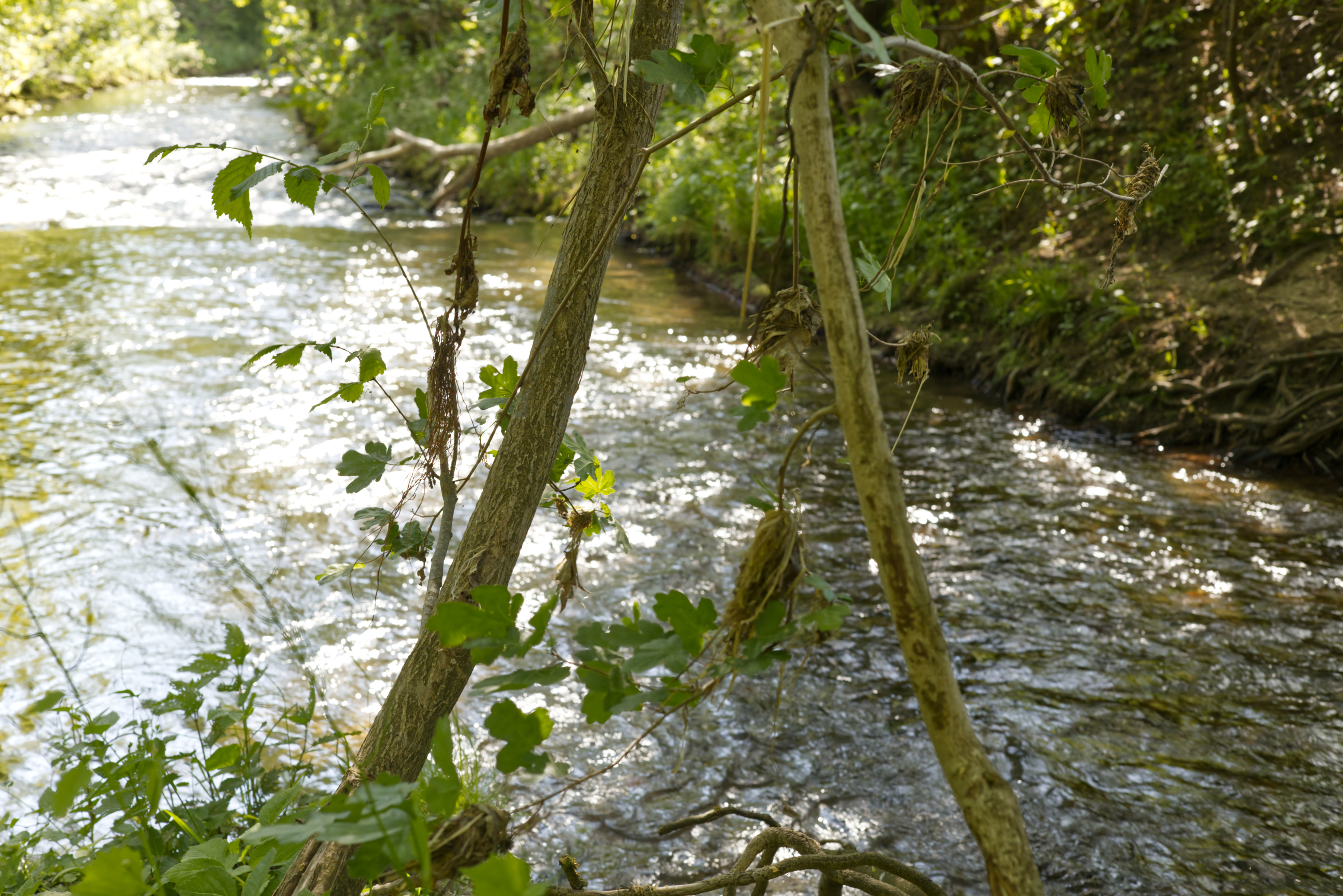
Mündung der Lauter in die Murr

Die Lauter entspringt nordöstlich des Löwensteiner Ortsteils Hirrweiler am Nordosthang des Horkenbergs. Der rechte ihrer beiden kurzen Quellbäche beginnt als Entwässerungsgraben im Naturschutzgebiet Enzwiese etwa gegenüber der Nähe der Abzweigung der K 2107 von der Bundesstraße 39, der linke etwa einen Viertelkilometer weiter südlich im Wald im sich noch weiter bergwärts ziehenden Klingenriss eines unbeständig wasserführenden Waldbachs nahe der Zufahrtstraße zum unteren Windrand am Horkenberg; den letztgenannten Ort auf etwa 485 m ü. NHN betrachtet die amtliche Gewässerkarte als Ursprung der Lauter. Die beiden Quellbäche laufen nach rund einem halben Kilometer Lauf nach Südwesten bzw. Südsüdwesten zusammen.
Die Lauter fließt zunächst in südsüdwestlicher Richtung. Weniger als einen Kilometer unterhalb ihres Quellgebietes wird sie Gemeindegrenze zwischen Löwenstein im Westen und Wüstenrot im Osten. Etwa 3 Kilometer unterhalb des Ursprungs wechselt vor der Wüstung Neuhütte im Joachimstal – der dortige Abschnitt des Tals wird Joachimstal genannt – diese Grenze an den rechten Talhang hinüber. Von rechts erreicht hier die von Löwenstein im Nebental der Erlensklinge herunter führende Landesstraße 1066 den Boden der Talmulde und begleitet dann bis zur Flussmündung bei Sulzbach an der Murr die Lauter, die sich hier für ihren ganzen restlichen Lauf in Richtung Südosten wendet.

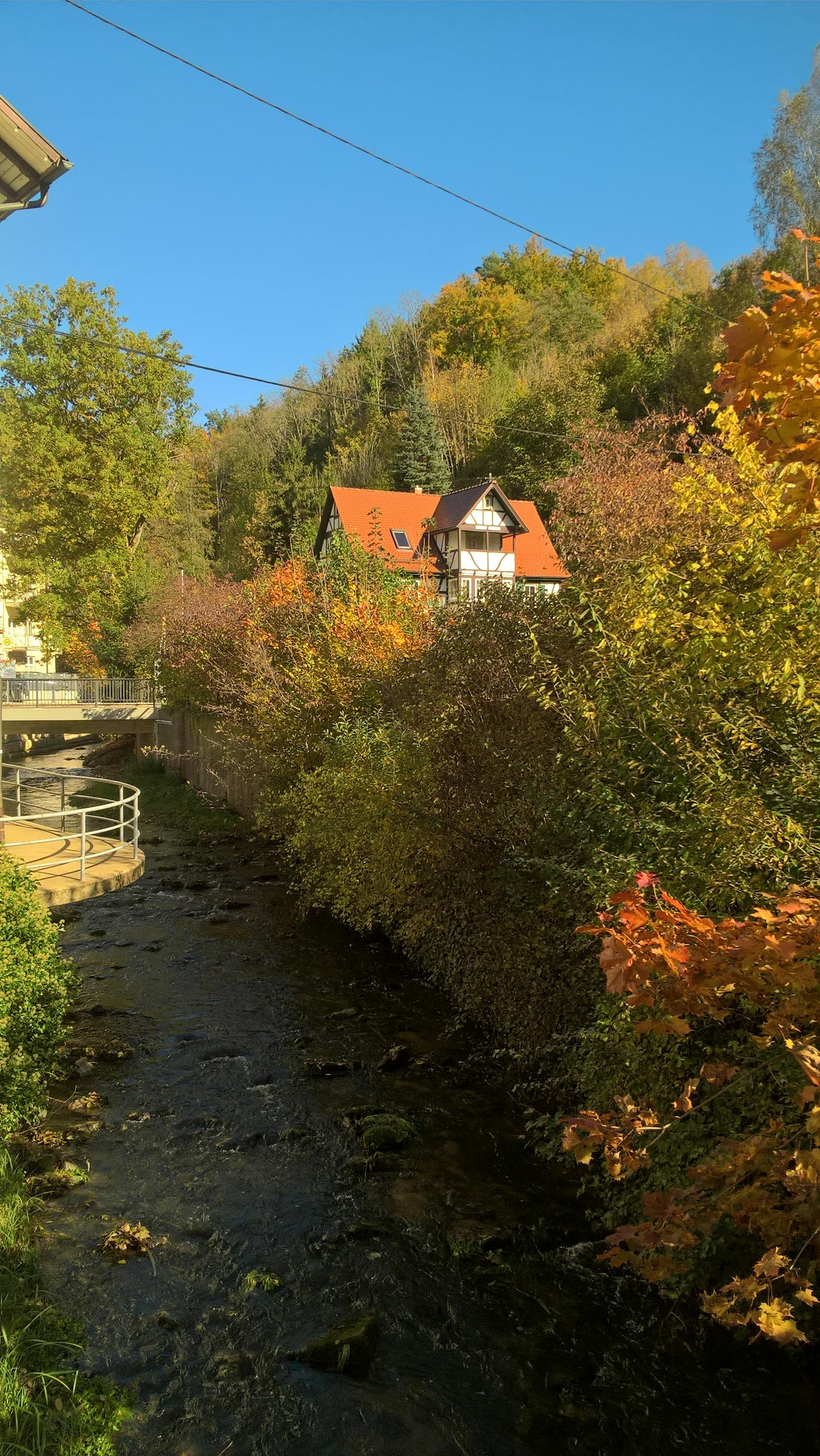
Die Lauter in Spiegelberg

Wenige hundert Meter nach Neuhütte fließt sie am ebenfalls zu Wüstenrot gehörenden Weiler Altlautern vorbei, kurz danach rückt die Gemeindegrenze zwischen Löwenstein im Westen und Wüstenrot im Osten wieder an den Gewässerlauf heran, bis hin zur Lohmühle. Unterhalb dieser reicht nun für einen guten halben Kilometer ein Gemarkungszipfel der Stadt Beilstein ans rechte Lauter-Ufer; auf dieser großen Waldlichtung liegt der Neulauterner Sportplatz. Anschließend grenzt die Löwensteiner Gemeindeexklave, die aus viel Höhenwald und als einziger Ansiedlung dem Stocksberger Jagdhaus besteht, auf nur 200 Metern Länge fast ans rechte Ufer, ehe der Bach in die zu Wüstenrot gehörende Flurinsel um Neulautern eintritt. Neulautern ist die nach inzwischen etwa 6 km Gewässerlauf erste größere Siedlung am Ufer. Von hier ab wird das Tal stärker vom Menschen genutzt, der Waldrand tritt jetzt zurück an die Talhänge, die Aue bleibt jedoch zunächst noch schmal mit kaum mehr als 150 m Breite. Südlich der ehemaligen Zigarrenfabrik Lautertal wechselt die Lauter in den Rems-Murr-Kreis, nach weiteren 2 km langt sie bei Spiegelberg an, dem größten Ort im gesamten Tal.
Noch einmal weitere 2 km talabwärts, beim Weiler Bernhalden, hat die Lauter sich dann bis in die weicheren Gipskeuper-Schichten eingegraben, das Tal wird deshalb merklich breiter und gefälleärmer, so dass sie in diesem Abschnitt Auenmäander ausbildet. Sie nimmt hier von rechts die Winterlauter auf und fließt dann weitere 4 Kilometer, an den kleinen Orten Siebersbach und Lautern vorbei, nach Südosten auf ihre Mündung in die Murr wenig westlich von Sulzbach zu, wo sie eine Länge von über 15 km erreicht hat.

### Einzugsgebiet
Das Einzugsgebiet der Lauter umfasst fast 51 km², liegt ganz in den Löwensteiner Bergen und begleitet den Bach als 4–5 km breiter Streifen auf seinem bald südöstlichen Lauf. Im Osten wird es durch eine Linie begrenzt, die ungefähr über die Orte Wüstenrot, Großhöchberg und Kleinhöchberg nach Sulzbach verläuft, im Westen verläuft seine Grenze zwischen Kurzach und Nassach und entlang der Straße von Prevorst zur Klinik Löwenstein. Zahlreiche kleinere Bäche zertalen es, ehe sie zur Lauter stoßen, unter ihnen ist die Winterlauter der längste. Sie kommt von Nassach her und mündet bei Bernhalden von rechts.
Am Oberlauf konkurrieren mehrere Flüsse mit der Lauter, die meistens nach Westen oder Norden entwässern, namentlich und im Uhrzeigersinn sind es die Sulm im Nordnordwesten, die Brettach im Nordnordosten, die Fichtenberger Rot im Nordosten. Die weiter talab angrenzenden Einzugsgebiete gehören alle zu Gewässern, die wie die Lauter selbst in die Murr münden, am bedeutendsten sind das der Bottwar im Westen und das des Fischbachs im Osten.

### Zuflüsse
| Name                            | GKZ       | Seite  | Stat. m | Länge km | EZG km²  | Mündung Ort                      | m ü. NHN | Ursprung Ort                                | m ü. NHN |
| ------------------------------- | --------- | ------ | ------- | -------- | -------- | -------------------------------- | -------- | ------------------------------------------- | -------- |
| (Bach durch die Erlensklinge)   | 238382-12 | rechts | 12.348  | ca. 02,0 | ca. 01,2 | ⊙ Taleintritt L 1066             | 396      | ⊙ b. Klinik Löwenstein                      | 473      |
| (Waldbach aus dem Diebsbrunnen) | 238382-14 | rechts | 12.135  | ca. 01,7 | ca. 01,4 | ⊙ v. Altlautern                  | 390      | ⊙ Diebsbrunnen b. Beilstein-Stocksberg      | 460      |
| Stangenbach                     | 238382-20 | links  | 11.227  | ca. 04,0 | ca. 04,6 | ⊙ b. Wüstenrot-Lohmühle          | 375      | ⊙ b. Wüstenrot                              | 500      |
| Stocksberger Bächle             | 238382-32 | rechts | 11.120  | ca. 01,4 | ca. 00,9 | ⊙ n. Lohmühle                    | 374      | ⊙ b. Stocksberg                             | 485      |
| Buchenbach                      | 238382-34 | links  | 09.797  | ca. 03,1 | ca. 02,9 | ⊙ Wüstenrot-Neulautern           | 357      | ⊙ Steinberg b. Wüstenrot                    | 515      |
| Dentelbach                      | 238382-40 | links  | 07.659  | ca. 03,9 | ca. 04,3 | ⊙ v. Spiegelberg                 | 328      | ⊙ Steinberg b. Spiegelberg-Vorderbüchelberg | 505      |
| Senzenbach                      | 238382-54 | rechts | 07.083  | ca. 04,4 | ca. 05,3 | ⊙ Spiegelberg                    | 322      | ⊙ Steinberg b. Stocksberg                   | 490      |
| Winterlauter                    | 238382-60 | rechts | 04.260  | ca. 06,0 | ca. 09,8 | ⊙ Oppenweiler-Bernhalden         | 291      | ⊙ b. Spiegelberg-Nassach                    | 462      |
| Marderbächle                    | 238382-72 | rechts | 03.836  | ca. 01,4 | ca. 00,8 | ⊙ n. Sulzbach an der Murr-Hammer | 287      | ⊙ Brenntenhau b. Oppenweiler-Wilhelmsheim   | 438      |
| Siebersbach                     | 238382-80 | links  | 03.301  | ca. 03,9 | ca. 04,4 | ⊙ b. Sulzbach-Siebersbach        | 283      | ⊙ b. Spiegelberg-Großhöchberg               | 511      |
| Weilerbach                      | 238382-92 | links  | 01.119  | ca. 01,3 | ca. 00,9 | ⊙ n. Sulzbach-Lautermühle        | 268      | ⊙ Saubrunnen b. Sulzbach-Lautern            | 385      |
| Lauter                          | 238382-99 | n. a.  | 00.000  | ca. 15,5 | ca. 50,7 | ⊙ n. Sulzbach                    | 261      | ⊙ Horkenberg b. Löwenstein-Hirrweiler       | 485      |

Nachweise siehe im Hauptartikel.

## Geologie
Die Quellen der Lauter liegen auf der Stubensandstein-Hochfläche (Löwenstein-Formation) der südwestlichen Löwensteiner Berge. Zwischen Lohmühle und Buchenbach erreicht der Talgrund die Oberen Bunten Mergel (Mainhardt-Formation), gegen Ende von Buchenbach den Kieselsandstein (Hassberge-Formation). Mitten in Spiegelberg setzten nach dem Zulauf des Senzenbachs am Talrand die Unteren Bunten Mergel (Steigerwald-Formation) ein, etwa nach dem Abgang der Straße nach Dauernberg dann im Untertal der Schilfsandstein (Stuttgart-Formation) und schon kurz darauf am Zulauf der Winterlauter der Gipskeuper (Grabfeld-Formation), in ihm mündet die Lauter dann auch. Besonders am rechten Hang auf dem letzten Abschnitt lagert großflächig abgerutschtes Keupermaterial vom Oberhang.
Am linken Rande des Einzugsgebietes zu dem der Fichtenberger Rot und zum letzten größeren Murr-Zufluss Seebach begleitet eine Kette von Schwarzjura-Kuppen den Lauf, unter ihnen die größten Erhebungen zwischen den Löwensteiner Bergen und dem Mainhardter Wald. Auf diesen Zeugenbergen liegen im Hettangium und danach im Sinemurium abgelagerte Schichten, stufenbildend für die oben recht flachen Kuppen sind die Angulatensandstein-Formation und die Arietenkalk-Formation. Am Übergang zur umgebenden Stubensandsteinfläche liegt meist ein breiter Gürtel aus Knollenmergel (Trossingen-Formation). Auch an der Westgrenze des Einzugsgebietes finden sich einige solche Schichtinseln, etwa auf dem Juxkopf und besonders großflächig auf dem Neubruch nördlich von Nassach zwischen den Läufen der großen rechten Zuflüsse Senzenbach und Winterlauter.

## Geschichte
Erdgeschichtlich betrachtet ist die Laufrichtung der Lauter eines von vielen Zeugnissen für die Anzapfung des danubischen Fluss-Systems durch den Rhein und seine Nebenflüsse. Die Lauter strebt nämlich in südöstliche Richtung der aufnehmenden Murr zu und mündet gegen deren Fließrichtung, wonach sich der Abflussweg (aus unterer Murr und später dem Neckar) langsam nach rechts in Gegenrichtung wendet und dann in grob nordwestlicher Richtung dem Rhein zuläuft. Vor 16 Millionen Jahren war die Lauter noch der Quellfluss der Ur-Murr, die damals entgegen der heutigen Fließrichtung nach Osten zum Ur-Kocher entwässerte und mit diesem letztlich zur Donau. Durch die stärkere Erosions-Kraft des Rheins kam es aber später zur rheinischen Anzapfung der Murr und damit zur Umkehrung von deren Fließrichtung. Weitere Gewässer in der Nachbarschaft, deren südöstliche Fließrichtung ursprünglich zur Donau hin orientiert war, sind die Rot, die Lein und die Bibers.
Weil das Tal schmal ist und seine Böden zur Landwirtschaft wenig taugen, blieb das Lautertal lange Zeit unbesiedelt. Das zeigt sich auch im Flussnamen, der anders als die älteren, keltischen Namen von Murr und Neckar erst dem Althochdeutschen entstammt. Bei der Besiedlung des Lautertals strebte man meistens die Nutzung der im Wald vorhandenen Rohstoffe an: Flößerei, Glashütten sowie vereinzelt Bergbau waren hier die Lebensgrundlagen.
Erstmals erwähnt wird die Lauter als Lutiraha in einem Schenkungsvertrag Kaiser Konrads II. im Jahre 1027. Mit dieser Urkunde übertrug Konrad dem Bischof Meginhard I. und dessen Bistum Würzburg einen Reichswald bei Murrhardt.
Altlautern und Neulautern wurden von Norden her angelegt, das Gebiet befand sich bis 1504 in der Hand der Grafen von Löwenstein, bevor es an Württemberg gelangte. Die Glashütte Altlautern wurde 1488 erstmals erwähnt, 1530 verlegte man den Betrieb nach Neulautern, das zeitweilig auch Glaslautern hieß. Dort war die Glashütte bis 1822 in Betrieb. 1699 errichtete man am Juxkopf eine weitere, die sich aus den dortigen Waldbeständen versorgte. Schon 1705 jedoch betrieb man stattdessen eine Spiegelmanufaktur im Lautertal, Keimzelle des Ortes Spiegelberg. 1720 entstand als Filiale der Spiegelberger Hütte die „Neue Hütte“ im Joachimstal.
Rings um das Lautertal wurden in den vergangenen Jahrhunderten etliche Steinbrüche und Bergwerke betrieben; bei Eisenlautern, nördlich von Spiegelberg, ist noch heute ein aufgelassener Steinbruch zu sehen. Länger bedeutsam war die Sandgewinnung aus Stubensandstein. Im 19. Jahrhundert gewann man im Wetzsteinstollen bei Jux jährlich bis zu 100.000 Wetzsteine, die unter der Bezeichnung Juxer Wetzstein weite Verbreitung fanden. Der Stollen wurde 1911 geschlossen, er kann heute besichtigt werden. Spektakulär, aber kurzlebig, war der „Silberrausch“ am Ende des 18. Jahrhunderts. Nach angeblichen Silber-Funden bei Wüstenrot legte man im Schwäbisch-Fränkischen Wald mehrere Silberbergwerke an, von denen im Bereich der Lauter noch die Silberstollen in der Pfaffenklinge westlich von Wüstenrot und am Ursprung des Silberbachs südlich von Neulautern zu sehen sind. Die Hoffnungen auf Edelmetall erwiesen sich jedoch als trügerisch, und die Bergwerke wurden nach großen Verlusten wieder aufgegeben.
Vom 15. bis 19. Jahrhundert flößte man Holz auf der Murr, dazu wurden auch die Nebenflüsse wie die Lauter hergerichtet, indem man zahlreiche Schwellweiher und Treibseen anlegte, von denen aber heute nichts mehr vorhanden ist.

## Heutige Nutzung

### Verkehr
Den längsten Teil des Flusslaufs, zwischen Neuhütte/Altlautern und Sulzbach, begleitet die Landesstraße 1066, die auf der Strecke Teilstück der Idyllischen Straße ist. Die Straße verbindet das Weinsberger Tal auf kurzem Wege mit dem oberen Murrtal, ist aber nur für den regionalen Verkehr von einiger Bedeutung.

### Ausbauzustand
Zum Hochwasserschutz und besonders zur Anlage der Straße wurde die Lauter im engen Talabschnitt oberhalb von Bernhalden reguliert, ebenso im letzten Abschnitt kurz vor der Einmündung. Im breiteren Talabschnitt dazwischen mäandriert die Lauter noch recht frei. Diese Abschnitte fallen nach der Gewässerstrukturgüte-Karte 2004 in die Klassen III („deutlich verändert“) bzw. I („unverändert bis gering verändert“).
Die Lauter ist ein Gewässer zweiter Ordnung, weshalb für ihren Unterhalt die Anrainergemeinden zuständig sind; ihr Zusammenfluss mit der Murr macht letztere zu einem Gewässer erster Ordnung.

### Naturschutz
Die Lauter liegt auf ganzer Länge im Naturpark Schwäbisch-Fränkischer Wald. Das Quellgebiet östlich von Hirrweiler zählt zum 6,9 ha umfassenden Naturschutzgebiet Enzwiese. Diese Wiese, Lebensraum teils seltener Pflanzenarten, ist der Überrest eines ehemaligen Stauweihers und wurde 1997 unter Schutz gestellt. Ein großer Abschnitt des Tals von Hirrweiler bis etwa Siebersbach steht – die besiedelten Flächen ausgenommen – unter Landschaftsschutz. Dieses großräumige Landschaftsschutzgebiet Spiegelberger Lautertal mit Nebentälern und angrenzenden Gebieten umfasst auf 1795 ha neben der Aue der Lauter auch die Talhänge, die Unterläufe einiger Nebentäler sowie große Flächen rund um die Spiegelberger Ortsteile Jux und Nassach.
Mit dem Naturschutzgebiet Bodenbachschlucht, einer Klinge im Stubensandstein östlich von Vorderbüchelberg (seit 1979, 8,6 ha), liegt noch ein weiteres Naturschutzgebiet im Einzugsbereich der Lauter.
Der Gewässerbericht 2004 stuft den gesamten Flusslauf als „gering belastet“ (Güteklasse I–II) ein.